# Enciclopédia Treccani
A Enciclopédia Treccani é o nome que se conhece comummente a Enciclopedia Italiana di Scienze, Lettere ed Arti também abreviada Enciclopédia Italiana.   A primeira edição, que começou a publicar-se em 1929, e os oito apêndices posteriores da enciclopédia, foram preparados pelo Istituto dell'Enciclopedia Italiana, fundado em Roma a 18 fevereiro de 1929 por Giovanni Treccani e Giovanni Gentile.
A Enciclopedia Treccani tem sido provavelmente o maior projeto italiano de investigação cultural.
O livro Encyclopaedias: Their History Throughout The Ages situava-a no pódio das enciclopédias mais importantes do século XX, junto à XI edição da Encyclopædia Britannica e a Enciclopedia universal ilustrada europeo-americana.

## História
A primeira edição foi publicada entre 1929 e 1936. Ao todo, 35 volumes foram publicados, mais um volume de índice. O conjunto conteve 60.000 artigos e 50 milhões de palavras. Cada volume tem arredor de 1.015 páginas, e 37 volumes suplementares foram publicados entre 1938 e 2015. O director foi Giovanni Gentile e o redactor em chefe Antonino Pagliaro.